# Tat'jana Petrenko-Samusenko
Tat'jana Dmitrievna Petrenko, coniugata Samusenko (in russo Татьяна Дмитриевна Петренко-Самусенко?; Minsk, 2 novembre 1938 – Minsk, 24 gennaio 2000), è stata una schermitrice sovietica, vincitrice di tre medaglie d'oro ed una d'argento nella scherma ai Giochi olimpici.